# Emma Hunter (telegrafista)
Emma A. Hunter (1831-1904) fue una operadora de telégrafo estadounidense de West Chester, Pensilvania. Fue contratada por la Atlantic and Ohio Telegraph Company en 1851 y trabajó como telegrafista hasta 1868. Es conocida como la segunda mujer telegrafista en Pensilvania, precedida solo por Helen Plummer de Greenville en 1850. Aunque fue ampliamente conocida en su vida como la primera mujer telegrafista en los Estados Unidos, la investigación histórica ha demostrado que no lo era. Sin embargo, ella pudo haber sido la primera teletrabajadora, como ha argumentado Thomas Jepsen.

## Vida y carrera
Hunter nació en Meadville, Pensilvania, en 1831. Después de la muerte de su padre, la madre de Hunter, Agnes, trasladó a la familia a West Chester en 1848. Para mantenerse a sí misma y a sus hijos, abrió una tienda en Church Street, que vendía libros y artículos de papelería. Emma, junto con su hermano John, creció trabajando en el negocio familiar, donde probablemente aprendió sus habilidades de contabilidad.
En 1851, el empresario local Uriah Hunt Painter instaló los primeros cables de telégrafo en West Chester. Painter, que era pariente de Hunter, le enseñó los conceptos básicos de la telegrafía y recomendó que la contratara en Atlantic and Ohio Telegraph Company (que luego se convirtió en Western Union). Según los informes, Hunter sugirió que trabajara desde casa en lugar de una oficina, ahorrando dinero a la empresa mientras se adhería a la ideología de esferas separadas de la época que limitaba a las mujeres a la esfera doméstica.

We remember well that the wires were introduced into a neat sitting room of a home in Westchester  [sic], Pa., where, with the instrument on one side and a work basket on the other, our new assistant sent and received her messages, and filled up the interim in fixing her Sunday bonnet, or embroidering articles of raiment which a gentleman editor is not expected to know or name.
Recordamos bien que los cables se introdujeron en una sala de estar ordenada de una casa en Westchester  [sic], Pensilvania, donde, con el instrumento de un lado y una canasta de trabajo del otro, nuestra nueva asistente enviaba y recibía sus mensajes, y en el ínterin arreglando su sombrero de domingo, o bordando prendas de vestir que no se espera que un editor caballero conozca o nombre.
—James D. Reid, The Telegraphic Education of Women.

Usando el seudónimo telegráfico (conocido como sine) «Emma of S», Hunter ganó rápidamente una reputación en la compañía como una de sus telegrafistas más capaces. Según los informes, sus compañeros de trabajo masculinos la trataron con respeto y se disculparon cuando ella mencionó sus errores. Al final de su primer año de trabajo, la gerencia aumentó su salario anual de $50 por año a $144 por año. Ella también recibió un bono de $150. A medida que las líneas se llenaron más y el estigma social de ser una mujer telegrafista se desvaneció, en 1857, Hunter trasladó su oficina a la tienda de su madre. Más tarde, se mudó a East Gay Street, trabajando en el depósito del Ferrocarril de Pensilvania.
Hunter siguió siendo operadora de telégrafo hasta 1868, cuando se convirtió en empleada del Banco del Condado de Chester. En 1869, fue invitada a Nueva York para ayudar a inaugurar un monumento a Samuel Morse, pero su mala salud la obligó a rechazar la invitación. Al año siguiente, se casó con el comerciante de tabaco Thomas T. Smith y tuvo dos hijos. Ahora usando el nombre de Emma Smith, vivió el resto de su vida en West Chester.

## Muerte y legado
Smith falleció a la edad de 73 años en su casa de West Chester el 21 de diciembre de 1904. Fue ampliamente descrita a su muerte como la primera mujer telegrafista en los Estados Unidos, aunque historiadores posteriores han refutado esta afirmación. Thomas Jepsen, un escritor que se centra en la historia de la tecnología, ha argumentado que ella fue la primera teletrabajadora del mundo, ya que trabajaba desde su casa para enviar y recibir mensajes de telégrafo y llevar los libros contables de la empresa.